# Andrea Leadsom
Andrea Jacqueline Leadsom, född Salmon den 13 maj 1963 i Aylesbury i Buckinghamshire, är en brittisk politiker (konservativa partiet). Sedan 2010 representerar hon valkretsen South Northamptonshire i underhuset. Åren 2017–2019 var hon även lordpresident och majoritetsledare för underhuset.

## Biografi
Leadsom föddes i Aylesbury, men växte huvudsakligen upp i Kent. Under tonåren arbetade hon bland annat som servitris, butiksbiträde och städerska. Efter gymnasiet började hon studera statsvetenskap vid University of Warwick, där hon senare avlade en kandidatexamen (B.Sc.) i ämnet. Under studietiden blev hon politiskt aktiv och medlem i konservativa partiet. Efter studierna arberade hon i finansbranschen, bland annat på Barclays.

## Politisk karriär
Leadsom är medlem i konservativa partiet. Hon blev ledamot i underhuset 2010 efter att ha vunnit valkretsen South Northamptonshire.
Leadsom kampanjade för Brexitsidan i folkomröstningen om Storbritanniens medlemskap i EU. Hon blev sedan tvåa i konservativa partiets partiledarval efter folkomröstningen, vars resultat Brexit hade föranlett David Camerons avgång. Efter omröstningen i parlamentsgruppen var det tänkt att partiledarvalet skulle föras vidare till en medlemsomröstning, men Leadsom meddelade att hon hoppar av och stöder Theresa May. Konservativa parlamentariker hade gett överlägset stöd åt May, som fick 199 röster i den avgörande omgången mot 84 för Leadsom och 46 för Michael Gove som blev utslagen i det skedet.
I juni 2017 blev Leadsom lordpresident och majoritetsledare för brittiska underhuset. Hon blev en del av premiärminister Theresa Mays kabinett, regeringens inre krets, som adjungerad. Den 22 maj 2019 valde hon att avgå i protest mot de långdragna förhandlingarna kring Brexit och specifikt Mays senaste Brexitplan som bland annat innehåller ett krav på en ny votering om en eventuell ny folkomröstning. I sitt avskedsbrev var Leadsom starkt kritisk mot förslaget om en ny folkomröstning, som hon beskrev som ”farligt splittrande” och att regeringens ”kollektiva ansvar” har ”brutit samman”.